# Dominicaanse Republiek op de Olympische Zomerspelen 2008
De Dominicaanse Republiek nam deel aan de Olympische Zomerspelen 2008 in Peking, China. De Dominicaanse Republiek debuteerde op de Zomerspelen in 1964 en deed in 2008 voor de twaalfde keer mee. Het allereerste Dominicaanse goud dat tijdens de vorige Spelen werd gewonnen, kreeg nu opnieuw een gouden vervolg. Daarnaast werd bovendien nog een tweede medaille gewonnen, een prestatie die nog niet eerder was behaald.

## Medailleoverzicht
| Sport     | Olympiër                | Discipline | Medaille |
| --------- | ----------------------- | ---------- | -------- |
| Boksen    | Manuel Félix Díaz       | -64kg (m)  | Goud     |
| Taekwondo | Yulius Gabriel Mercedes | -56kg (m)  | Zilver   |

## Deelnemers en resultaten per onderdeel

### Atletiek
| Olympiër                                                                | Onderdeel       | Resultaat | Prestatie                |
| ----------------------------------------------------------------------- | --------------- | --------- | ------------------------ |
| Arismendy Peguero                                                       | 400m (m)        | 35e       | serie 2: 6de in 49,28    |
| Félix Sánchez                                                           | 400m horden (m) | 22e       | serie 4: 5de in 51,10    |
| Joel Báez Pedro Mejía Arismendy Peguero Carlos Yohelin Santa Yoel Tapia | 4x400m (m)      | 15e       | serie 2: 8ste in 3.04,31 |
|                                                                         |                 |           |                          |
| Mariely Sánchez                                                         | 200m (v)        | 39e       | serie 2: 5de in 24,05    |

### Boksen
| Olympiër               | Onderdeel | Resultaat | Prestatie |
| ---------------------- | --------- | --------- | --- |
| Winston Mendez         | -48kg (m) | 9e        | 1ste ronde: W van KEN Bilali: 9-3 2de ronde: V van THA Ruenroeng: 3-7 |
| Juan Carlos Payano     | -51kg (m) | 9e        | 1ste ronde: W van FRA Thomas: 10-6 2de ronde: V van ITA Picardi: 4-8 |
| Roberto Navarro        | -57kg (m) | 17e       | 1ste ronde: V van ECU Porozo: 3-3 |
| Manuel Félix Díaz      | -64kg (m) | Goud      | 1ste ronde: W van ARM Hambardzumyan: 11-4 2de ronde: W van IRL Joyce: 11-11 kwartfinale: W van IRI Sepahvand: 11-6 halve finale: W van FRA Vastine: 12-10 finale: W van THA Boonjumnong: 12-4 |
| Gilbert Lenin Castillo | -69kg (m) | 17e       | 1ste ronde: V van UKR Stretskyy: 6-9 |
| Argenis Casimiro       | -75kg (m) | 17e       | 1ste ronde: vrij 2de ronde: V van UKR Blanco: 7-8 |

### Gewichtheffen
| Olympiër           | Onderdeel | Resultaat | Prestatie                                                 |
| ------------------ | --------- | --------- | --------------------------------------------------------- |
| Yuderqui Contreras | -53kg (m) | 5e        | trekken: 4de met 93kg stoten: 5de met 111kg totaal: 204kg |

### Judo
| Olympiër     | Onderdeel  | Resultaat | Prestatie                                                                        |
| ------------ | ---------- | --------- | -------------------------------------------------------------------------------- |
| Juan Jacinto | -66kg (m)  | 13e       | 1ste ronde: V van JPN Uchishiba: ippon herkansingen: W van IRI Miresmaeili: yuko |
| Teófilo Diek | -100kg (m) | 21e       | 1ste ronde: V van JPN Morgan: ippon                                              |
|              |            |           |                                                                                  |
| María García | -52kg (v)  | 16e       | 1ste ronde: W van BRA Fernandes: yuko 2de ronde: V van KOR Kim: ippon            |

### Schietsport
| Olympiër                        | Onderdeel | Resultaat | Prestatie                          |
| ------------------------------- | --------- | --------- | ---------------------------------- |
| Julio Elizardo Dujarric Lembcke | skeet (m) | 31e       | kwalificatie: 31ste met 110 punten |

### Tafeltennis
| Olympiër         | Onderdeel | Resultaat | Prestatie |
| ---------------- | --------- | --------- | --- |
| Gabriel Mercedes | -58kg (m) | Zilver    | 1ste ronde: W van POR Povoa: 3-0 kwartfinale: W van TPE Chu: 3-2 halve finale: W van ESP Ramos: 3-2 finale: V van MEX Pérez: 1-1 |

| Olympiër                        | Onderdeel      | Resultaat | Prestatie |
| ------------------------------- | -------------- | --------- | --- |
| Lin Ju                          | enkelspel (m)  | 33e       | voorronde: vrij 1ste ronde: W van POR Apolónia: 4-1 (2-11, 13-11, 11-4, 11-5, 12-10) 2de ronde: V van ROU Crisan: 1-4 (4-11, 2-11, 7-11, 11-9, 6-11) |
|                                 |                |           | |
| Lian Qian                       | enkelspel (v)  | 48e       | voorronde: W van CMR Fomum: 4-0 (11-3, 11-1, 11-6, 11-5) 1ste ronde: V van THA Komwong: 1-4 (11-7, 5-11, 6-11, 6-11, 10-12) |
| Wu Xue                          | enkelspel (v)  | 5e        | voorronde: vrij 1ste ronde: vrij 2de ronde: W van AUS Xu: 4-0 (11-5, 13-11, 11-9, 11-6) 3de ronde: W van SIN Yuegu: 4-1 (11-9, 9-11, 11-2, 11-8, 12-10) 4de ronde: W van USA Jun: 4-3 (12-10, 11-8, 6-11, 11-3, 8-11, 12-14, 11-9) kwartfinale: V van CHN Yue: 0-4 (5-11, 14-16, 11-13, 5-11) |
| Lian Qian Johenny Valdez Wu Xue | dubbelspel (v) | 9e        | groep A: 4de V van Oostenrijk: 0-3 V van China: 0-3 V van Kroatië: 1-3 |

### Zeilen
| Olympiër    | Onderdeel | Resultaat | Prestatie                                |
| ----------- | --------- | --------- | ---------------------------------------- |
| Raul Aguayo | Laser (m) | 40e       | 258 punten: (37-30-35-38-34-28-29-36-29) |

### Zwemmen
| Olympiër      | Onderdeel          | Resultaat | Prestatie             |
| ------------- | ------------------ | --------- | --------------------- |
| Jacinto Ayala | 50m vrije slag (m) | 34e       | serie 8: 2de in 22,57 |

Afghanistan · Albanië · Algerije · Amerikaanse Maagdeneilanden · Amerikaans-Samoa · Andorra · Angola · Antigua en Barbuda · Argentinië · Armenië · Aruba · Australië · Azerbeidzjan · Bahama's · Bahrein · Bangladesh · Barbados · België · Belize · Benin · Bermuda · Bhutan · Bolivia · Bosnië en Herzegovina · Botswana · Brazilië · Britse Maagdeneilanden · Bulgarije · Burkina Faso · Burundi · Cambodja · Canada · Centraal-Afrikaanse Republiek · Chili · China · Chinees Taipei · Colombia · Comoren · Congo-Brazzaville · Congo-Kinshasa · Cookeilanden · Costa Rica · Cuba · Cyprus · Denemarken · Djibouti · Dominica · Dominicaanse Republiek · Duitsland · Ecuador · Egypte · El Salvador · Equatoriaal-Guinea · Eritrea · Estland · Ethiopië · Fiji · Filipijnen · Finland · Frankrijk · Gabon · Gambia · Georgië · Ghana · Grenada · Griekenland · Groot-Brittannië · Guam · Guatemala · Guinee · Guinee‑Bissau · Guyana · Haïti · Honduras · Hongarije · Hongkong · Ierland · IJsland · India · Indonesië · Irak · Iran · Israël · Italië · Ivoorkust · Jamaica · Japan · Jemen · Jordanië · Kaaimaneilanden · Kaapverdië · Kameroen · Kazachstan · Kenia · Kirgizië · Kiribati · Koeweit · Kroatië · Laos · Lesotho · Letland · Libanon · Liberia · Libië · Liechtenstein · Litouwen · Luxemburg · Macedonië · Madagaskar · Malawi · Malediven · Maleisië · Mali · Malta · Marshalleilanden · Marokko · Mauritanië · Mauritius · Mexico · Micronesië · Moldavië · Monaco · Mongolië · Montenegro · Mozambique · Myanmar · Namibië · Nauru · Nederland · Nederlandse Antillen · Nepal · Nicaragua · Nieuw-Zeeland · Niger · Nigeria · Noord-Korea · Noorwegen · Oeganda · Oekraïne · Oezbekistan · Oman · Oostenrijk · Oost‑Timor · Pakistan · Palau · Palestina · Panama · Papoea-Nieuw-Guinea · Paraguay · Peru · Polen · Portugal · Puerto Rico · Qatar · Roemenië · Rusland · Rwanda · Saint Kitts en Nevis · Saint Lucia · Saint Vincent en Grenadines · Salomonseilanden · Samoa · San Marino · Sao Tomé en Principe · Saoedi-Arabië · Senegal · Servië · Seychellen · Sierra Leone · Singapore · Slovenië · Slowakije · Soedan · Somalië · Spanje · Sri Lanka · Suriname · Swaziland · Syrië · Tadzjikistan · Tanzania · Thailand · Togo · Tonga · Trinidad en Tobago · Tsjaad · Tsjechië · Tunesië · Turkije · Turkmenistan · Tuvalu · Uruguay · Vanuatu · Venezuela · Verenigde Arabische Emiraten · Verenigde Staten · Vietnam · Wit-Rusland · Zambia · Zimbabwe · Zuid-Afrika · Zuid-Korea · Zweden · Zwitserland
Uitgesloten van deelname: Brunei